# Bastionul Soldisch
Bastionul Soldisch din Sibiu, denumit și Bastionul Mercenarilor (în germană Soldischbastei), este un bastion construit în perioada 1622-1627 în orașul Sibiu și face parte din fortificațiile înglobate ulterior centurilor de apărare a orașului. El este situat în capătul vestic al fortificațiilor, pe str. Bastionului colț cu șoseaua Alba Iulia.
Fortificațiile târzii ale orașului medieval Sibiu, din care fac parte Bastionul Haller, Bastionul Soldisch, fragmente de rondelă și curtine edificate în secolele XII-XVII, au fost incluse pe Lista monumentelor istorice din județul Sibiu din anul 2004, având codul de clasificare SB-II-m-A-12010.05. 

## Istoric
Pe la mijlocul secolului al XVI-lea, pe măsura creșterii amenințării otomane, fortificațiile orașului Sibiu au fost întărite cu rondele de artilerie și cu bastioane. Bastioanele au fost construite pentru a întări unele puncte mai importante ale centurilor de apărare ale orașului. Proiectele bastioanelor au fost executate de arhitecți italieni care au impus un sistem nou de fortificații.  Singurele mărturii ale sistemului italian de fortificații implantat în a doua jumătate a secolului al XVI-lea pe teritoriul actual al României îl constituie bastioanele Haller și Soldisch din Sibiu, precum și cetatea bastionară din Oradea (1569-1618). 
În a doua jumătate a secolului al XVI-lea și prima jumătate a secolului al XVII-lea au fost construite cinci bastioane și anume:  Bastionul Haller, bastionul din fața Porții Ocnei (Cizmarilor), bastionul din fața Porții Turnului, bastionul din fața Porții Cisnădiei și Bastionul Soldisch. Dintre acestea, mai există doar bastioanele Haller și Soldisch. 
Bastionul Soldisch (al Mercenarilor) a fost construit în perioada 1622-1627, fiind ultimul dintre cele cinci bastioane (din punct de vedere cronologic). Construirea sa avea ca obiectiv apărarea laturii vestice a fortificațiilor, care a fost înzestrată cu o centură dublă de ziduri începând din a doua jumătate a secolului al XVI-lea, la fel ca și latura sudică.  Odată cu bastionul, s-au construit și curtine care au legat noul bastion de bastionul amplasat în fața Porții Cisnădiei. Acestea au reprezentat ultimele lucrări de fortificare a orașului Sibiu.
Bastionul Soldisch a fost folosit în timpul luptelor cu turcii din secolul al XVII-lea, scăpând intact. În anul 1660, el a fost asediat de Gheorghe Rákóczi al II-lea, principele Transilvaniei (1648-1660), care lupta cu un corp de oaste otomană condus de vizirul Ali Beg care-l susținea ca principe pe Acațiu Barcsay, fiind bombardat cu ghiulele incandescente. Pe zidurile sale se mai află și în prezent cinci ghiulele.
În timpul asediului Sibiului de către principele Gheorghe Rákóczi al II-lea (1648-1657) de la 23 decembrie 1659,  a demolat biserica pentru a nu fi folosită de asediatori ca punct de atac.
În incinta acestui bastion, comitele Michael von Brukenthal a amenajat în secolul al XVIII-lea o grădină cu fântână și oranjerie, cu o ruină artificială și cu o colină amenajată din bucăți de stâncă. Cu prilejul festivităților militare, pe platforma bastionului erau aduse tunuri cu care se trăgeau salve de artilerie. Bastionul Soldisch a început să se degradeze după demolarea Turnului Aurarilor (1881) și inaugurarea în apropiere a Orfelinatului Evanghelic și a Bisericii St. Johannis (1883). În rondela de artilerie s-a construit în 1903 un orfelinat.

## Arhitectură
Bastionul Soldisch a fost construit din cărămidă și umplut cu pământ pentru a oferi o bună protecție în fața tirurilor de artilerie. El avea cea mai mică suprafață dintre cele cinci bastioane înglobate ulterior centurilor de apărare ale orașului.  Zidurile au o grosime de 2 metri și o înălțime maximă de 10 metri. 
Au fost realizate cazemate cu deschideri pentru tunuri. La circa 1 metru de limita superioară, zidurile au fost prevăzute cu distanțiere din piatră, pentru a împiedica așezarea scărilor de asediu. Pe platforma pentagonală erau amplasate tunuri.
În cartea sa dedicată istoriei Sibiului, Iuliana Fabritius Dancu afirmă că „sub platforme se aflau cazemate, depozite de muniții și armament. (...) Cazematele de sub platou aveau două intrări, un gang subteran, urmând conturul bastionului în interior”.
Arheologii sibieni susțin că sub bastionul Soldisch există un tunel de lungime mică care asigura legătura cu perimetrul din exteriorul zidurilor.

## Imagini

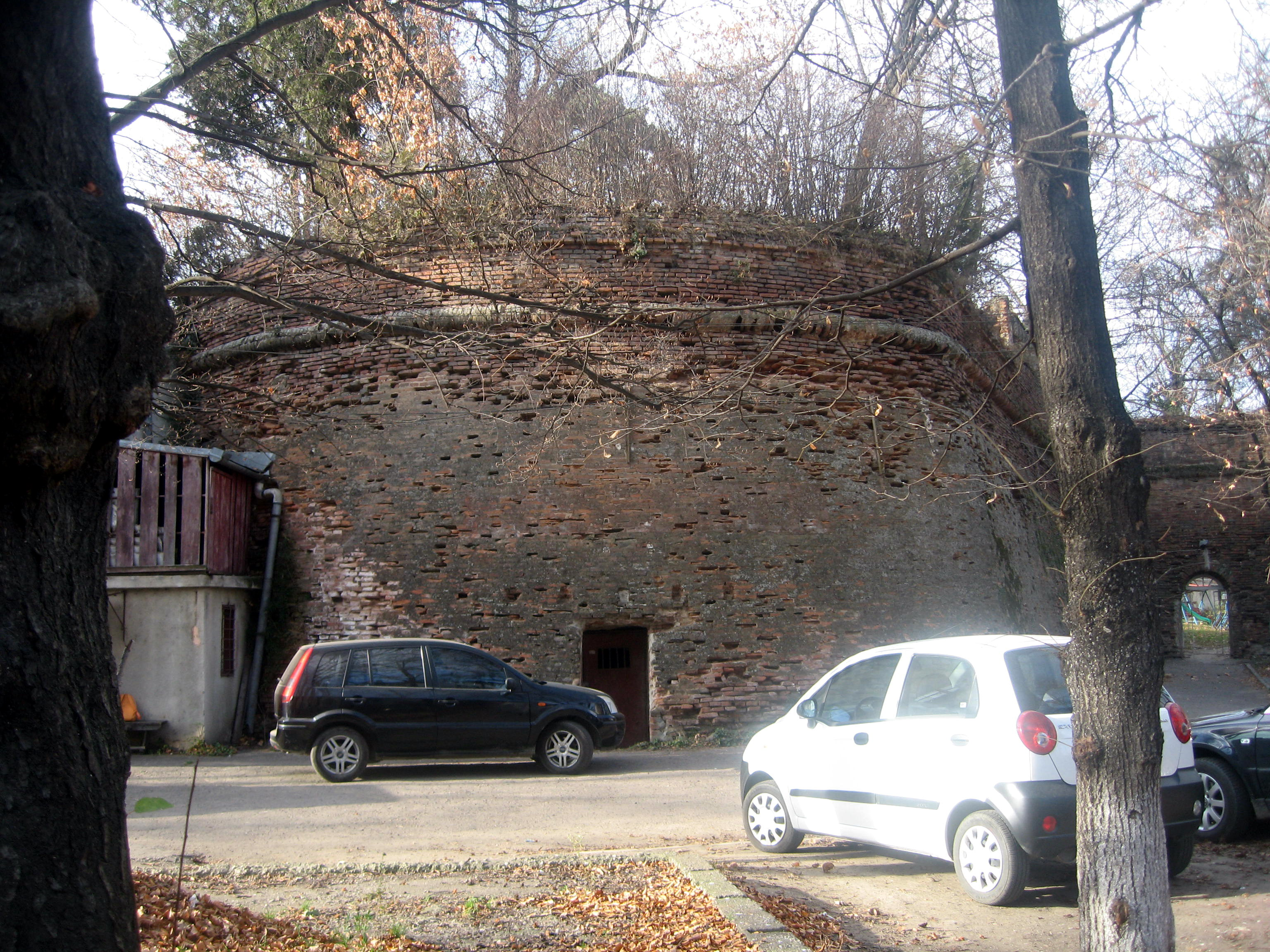
Bastionul Soldisch